# Beşiktaş Mevlevihanesi

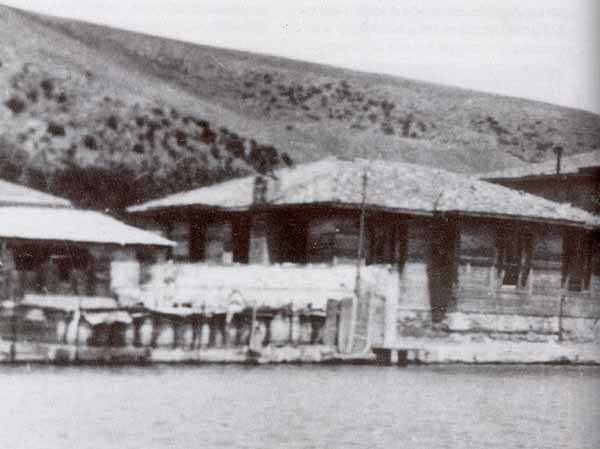
Fotografia do Beşiktaş Mevlevihanesi cerca de 1900

O Beşiktaş Mevlevihanesi (Casa ou Loja Mevlevi) foi o terceiro estabelecimento da ordem religiosa mevlevi, uma espécie de convento de dervixes. Foi criado em 1613 pelo grão-vizir otomano Ohrili Hüseyin Paxá em Beşiktaş, Istambul, Turquia. Os primeiros mevlevihanesi de Istambul foram os de Galata e Yenikapı.
O Beşiktaş Bahariye Mevlevihanesi foi um edifício que sofreu uma série de infortúnios ao longo da sua existência. Começou por ser demolido para a construção do Palácio de Çırağan, sendo reconstruido perto do cemitério de Maçka, na área onde se situa atualmente a Universidade Técnica de Istambul. Esse edifício foi depois demolido quando foram erigidos os quartéis, por ordem de Abdulazize (1830–1876), sendo reconstruído novamente num lugar ao lado do Corno de Ouro, no bairro de Bahariye, na rua que vai de Eyüp para Alibeyköy. Passou então a ser designado ''Beşiktaş Bahariye Mevlevihanesi. Este último mevlevihanesi consistia numa série de edifícios de madeira semelhantes a mansões, que contribuiam para a beleza daquela parte do Corno de Ouro.